# Muros (Spanyolország)
Muros egy község Spanyolországban, A Coruña tartományban. Muros Outes, Mazaricos és Carnota községekkel határos. Lakosainak száma 8184 fő (2024).

## Népesség
A település népessége az utóbbi években az alábbiak szerint változott:
| Lakosok száma | 10 378 | 10 050 | 9999 | 9787 | 9565 | 9117 | 8834 | 8556 | 8399 | 8184 |
|               | 2001   | 2004   | 2006 | 2009 | 2011 | 2014 | 2016 | 2019 | 2021 | 2024 |